# Kosmerka
Kosmerka je nenaseljeni otočić 2,3 km istočno od otoka Blitvenice (svjetionik Hrid Blitvenica), te 3.1 km JZ od Žirja.
Površina otoka je 36.870 m2, duljina obalne crte 787 m, a visina 27 metara.

## Vanjske poveznice
|  | Zajednički poslužitelj ima još gradiva o temi Kosmerka |